# Destre
Der Destre war ein spanisches Längenmaß und wurde auf Mallorca verwendet. Mit dem Vorsatz Quadrat war es ein Feld- und Flächenmaß.
- Länge: 1 Destre mallorquin = 1868 Pariser Linien = 4,214 Meter
- Fläche: 1 Quadrat-Destre/Flächen-Destre/Destre superficial/Destres cuadrados = 17,7578 Quadratmeter
  - 400 Destres cuadrados = 1 Cuarterada